# Poljšica pri Gorjah
Poljšica pri Gorjah je naselje u slovenskoj Općini Gorju. Poljšica pri Gorjah se nalazi u pokrajini Gorenjskoj i statističkoj regiji Gorenjskoj. 

## Stanovništvo
Prema popisu stanovništva iz 2002. godine naselje je imalo 251 stanovnika.